# Emory Gordy

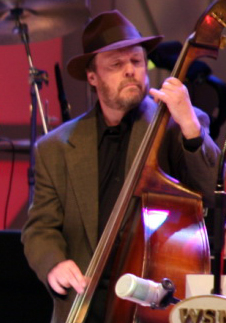
Emory Gordy en el Grand Ole Opry en 2007.

Emory Lee Gordy Jr., nacido el 25 de diciembre de 1944, en Atlanta, Georgia, es un músico estadounidense y productor de música. Fue incluido en el Georgia Music Hall of Fame en 1992. Su esposa, Patty Loveless se unió a él en el GMHOF en 2005.

## Primeros años
A los cuatro años dominaba el piano; a las seis había comenzado a abordar la trompeta, y pronto aprendería el banjo, el bombardino, la guitarra y el ukelele. En la escuela secundaria Gordy dividió su tiempo y talento entre bandas de cuerda, bandas de dixieland, y una top 40 garage band, perfeccionando sus habilidades musicales y aprendiendo a arreglar música. Después de su graduación continuó sus estudios musicales en la Universidad Estatal de Georgia, tocando la trompa francesa en la banda de concierto.

## Carrera

### Primeros años
Comenzó su carrera como músico de estudio en Atlanta durante 1964. Se le pidió que tocara un instrumento durante una actuación de Tommy Roe en un local de conciertos. Una semana más tarde recibió una proverbial llamada de teléfono; en el otro extremo de la línea estaba Joe Sur, un productor de discos afincado en Atlanta que había cubierto a Roe en la guitarra al mismo tiempo que a Gordy la semana anterior. Pronto Gordy estaba trabajando junto a Roe, Razzy Bailey, Mac Davis, y Freddy Weller, así como de gira con Lou Christie, Rufus Thomas, y The Impressions.
Con Dennis Yost, fue coescritor del éxito de The Clasics IV "Huellas".

### Músico/giras
Se mudó a Los Ángeles en la década de 1970. Continuó como músico de estudio para MCA. Junto con el trabajo de estudio, complementaba su tiempo como ingeniero de sonido y productor de Debbie Reynolds y Liberace Luego, en 1971, tuvo la oportunidad de realizar una gira como bajista con Neil Diamond. Tocaba varios instrumentos, (incluyendo la guitarra, la mandolina, percusión y el vibráfono) en las sesiones de grabación de Hot August Night que llevó a Diamond al millón de ventas.
Se trasladó a RCA Records en 1972 trabajando con Elvis Presley, tocando el bajo en "Separate Ways" y "Burning Love". Fue de gira con Elvis en 1973, tocando el bajo para The Elvis Presley's TCB Band. Más tarde, junto con sus compañeros de la banda de Elvis Presley James Burton, Glen D. Hardin, y Ronnie Tutt, acompañaron a Gram Parsons y Emmylou Harris en el álbum de Parson "Grievous Angel", publicado el año después de la prematura muerte de Parsons en 1973.
A mediados de la década de 1970, fue un miembro original de The Emmylou Harris's Hot Band junto con James Burton, Glen Hardin, John Ware, Rodney Crowell, y Hank Devito. Permaneciendo con Harris hasta 1977, Gordy continuó recibiendo llamadas de estudios de L. A., donde tocaba el bajo en proyectos de The Bellamy Brothers, Billy Joel, y Tom Petty. Gordy tocaría en el super grupo de Rodney Crowell y Rosanne Cash, The Cherry Bombs, junto a otros artistas que pronto serían luminarias de Nashville : el guitarrista Richard Bennett, el teclista Tony Brown, y Vince Gill en la guitarra.
En 1979 se unió a la banda de John Denver  y alternaba giras por los U.S.A., Australia y Europa con el trabajo de estudio en Nashville, donde compuso las pistas del bajo para dos de álbumes de Denver. En 1981, sin embargo, Gordy estaba de vuelta en el trabajo con Cash y Crowell, una colaboración que duraría un año antes de que Crowell optara por convertirse en productor.

### Productor de estudio
Terminó su mayor gira en 1983, convirtiéndose en un productor de MCA Records en Nashville. Coprodujo con Tony Brown las grabaciones de Steve Earle "Exit 0" y "Guitar Town", también de Alabama, George Jones y Bill Monroe. Coprodujo álbumes con Vince Gill a comienzos de 1984, y con su futura esposa, Patty Loveless, cuando ella había firmado MCA en 1985. Continuó su trabajo con John Denver en varios proyectos hasta su prematura muerte, y también en algunos de los proyectos póstumos de John Denver.
las capacidades de Gordy fueron puestas a prueba en 1992, después de que su esposa dejara MCA, el sello, la etiqueta que había saltar-comenzó ella en el camino de convertirse en la música country más notables de la mujer neo-tradicional vocalista. Plagada por una cuerda vocal lesión que amenazó con cortar su corta carrera, Loveless fue obligado a desaparecer de la vista durante varios meses, mientras ella se sometió a la cirugía láser y un período de recuperación. Gordy trabajo en Solo Lo que yo Siento poner de su esposa a la carrera en la pista rápida, y lo hizo basándose en su fuerza tradicional de la cantante en medio de una ola de "Nuevo País" clones, la ganancia de la CMA Álbum de la concesión del Año en 1995.

### Actividades actuales
Activo hasta la mitad de los años 2000, hoy Gordy está semirretirado, pasando la mayor parte de su tiempo en su casa del noroeste de Atlanta mientras escribe. Ocasionalmente viaja a Nashville como músico de estudio para alguno de sus amigos, y suele ser visto tocando la guitarra en la aparición anual de su esposa en Nashville, en el Grand Ole Opry. Patty Loveless ya no realiza giras de forma regular.También es un gran radioaficionado.